# 이병선
이병선(李秉宣, 1963년 2월 10일~)은 대한민국의 정치인이다. 민선 6·8기 강원도 속초시장이다.
강원도 속초시 출생이다. 속초 선거구에서 민선 3·4기 강원도의원을 지냈다. 이후 2010년 제5회 전국동시지방선거에서 속초시장 선거에 출마했으나, 낙선하였다. 2014년 속초시장 선거에서 당선, 민선 6기 속초시장을 지냈다. 2018년 선거에서는 낙선하였으며, 2022년 선거에서 재선되었다.

## 학력
- 속초초등학교 졸업
- 속초중학교 졸업
- 속초고등학교 졸업
- 동국대학교 사학과 학사
- 동국대학교 교육대학원 역사교육학과 석사

## 경력
- 한국산업은행
- 국회 입법비서관
- 경동대학교 비서실 실장
- 속초교동초등학교 운영위원회 위원장
- 유암문화재단 이사
- 대한적십자사 강원도지사 영북발전위원회 위원
- 강원도체육회 이사
- 2002. 7.~2006. 6. 제6대 강원도의회 의원(속초시 제1선거구)
  - 제6대 강원도의회 기획행정위원회 위원
  - 제6대 강원도의회 의회운영위원회 위원장
- 전국시도의회의장협의회 사무총장
- 2006. 7.~2010. 2. 제7대 강원도의회 의원(속초시 제1선거구)
  - 제7대 강원도의회 기획행정위원회 위원장
  - 제7대 강원도의회 한러국제교류협회 회장
  - 제7대 강원도의회 민생114연구회 회원
  - 제7대 강원도의회 교육사회위원회 위원
- 속초문화원 이사
- 설악발전연구소 소장
- 경동대학교 경찰행정학과 부교수
- 2014. 7.~2018. 6. 제27대 민선 6기 강원도 속초시장
- 2022. 7.~ 제29대 민선 8기 강원도 속초시장
- 강원연구원 당연직이사
- 2024. 7.~ 강원특별자치도시장·군수협의회 부회장

## 역대 선거 결과
|  | 58.38% |

|  | 74.05% |

|  | 34.61% |

|  | 52.17% |

|  | 42.64% |

|  | 56.94% |

| 전임 채용생 | 제27대 강원도 속초시장(민선) 2014년 7월 1일~2018년 6월 30일 | 후임 김철수 |

| 전임 김철수 | 제29대 강원도 속초시장(민선) 2022년 7월 1일~2023년 6월 10일 | 후임 (강원특별자치도 속초시로 승격) |

| 전임 (강원도 속초시로 승격) | 제29대 강원특별자치도 속초시장(민선) 2023년 6월 11일~ |  |